# Carex limula
Carex limula là một loài thực vật có hoa trong họ Cói. Loài này được Fr. mô tả khoa học đầu tiên năm 1845.